# (16984) Veillet
(16984) Veillet (1999 AA25) – planetoida z pasa głównego asteroid okrążająca Słońce w ciągu 3,27 lat w średniej odległości 2,2 j.a. Odkryta 15 stycznia 1999 roku.